# バルト・ネオペイガニズム

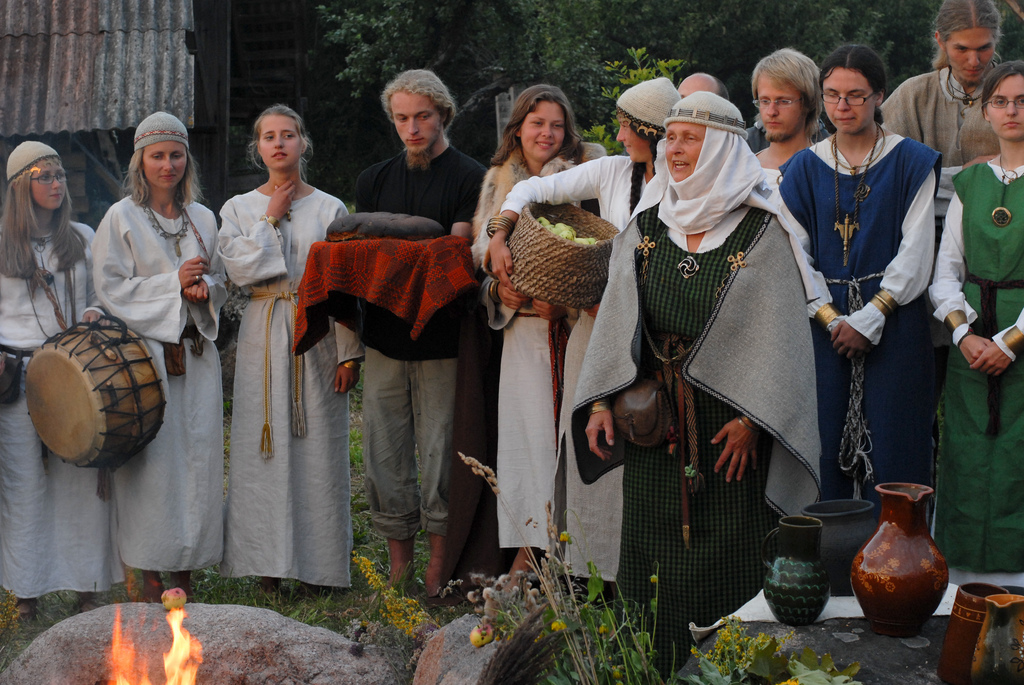
ロムヴァの儀式

バルト・ネオペイガニズム （英語: Baltic neopaganism  リトアニア語: Baltų neopagonybė）は、バルト人（主にリトアニア人とラトビア人）の間で、かつての（キリスト教から見た）異教を民族宗教として復興しようとする運動（ネオペイガニズム）。近現代におけるその起源は19世紀にさかのぼるが、ソビエト連邦支配下では抑圧された。ソビエト連邦の崩壊後はバルト人たちの間で国家・文化アイデンティティの開花としてもてはやされ、バルト諸国のみならず海外のバルト人コミュニティにも広まった。

## 主なネオペイガン

### ディエヴトゥリーバ
ディエヴトゥリ (ラトビア語: Dievturi「神を守る者たち」の意) はラトビア人の復興宗教 であり、ラトビアの他カナダやアメリカのラトビア人コミュニティにも信者がいる。宗教学的には一元論を軸とし、バルト神話に登場する神々や自然はそれぞれすべてデウス（神）の発現であるとしている。デウスは超越的な現実の泉であり、物質やエネルギーの基盤であり、宇宙を規定する法である。
この復興運動は、1925年にエルネスツ・ブラステンチュが『ラトビアのデウス性の復活』と題した書籍を出版したことに始まる。ラトビアがソ連に併合されたのちデウトゥリ運動は抑圧されたが、亡命者を中心として存続した。1990年代以降、ラトビアに逆輸入されて信者を増やし、2011年時点で公式なメンバーは663人となった。2017年、聖所としてロクステネス・ディエブトゥル・スヴェートニーツァが建設された。

### ドルウィ
ドルウィ (プロシア語: Druwi 「信仰」の意、英語のtreeと同根語 サモギティア語: Druwē) は、プルーセンの宗教に起源をもつと主張しているネオペイガン で、現在はリトアニアを中心に信仰されている。信者たちは、ドルウィと後述のロムヴァは明確に区別されるものだと考えている。またロムヴァは、ドルウィの一形態ととらえることもできる。
新宗教としてのドルウィは、1995年に設立された「クロノ聖職アカデミー」(リトアニア語: Baltųjų žynių mokykla Kurono) によって整備された。この組織は、道徳的に成熟した18歳以上の男女をバルト人の司祭として育成している機関である。ロムヴァと同様、ヴィドゥーナスを開祖として認めている。教義は一元論的である。

### ロムヴァ
ロムヴァ（Romuva）は、リトアニアのキリスト教化以前の宗教を、生き残っていた民話や慣習から復活させたとして、中世以前からの連続性を主張しているネオペイガンである。

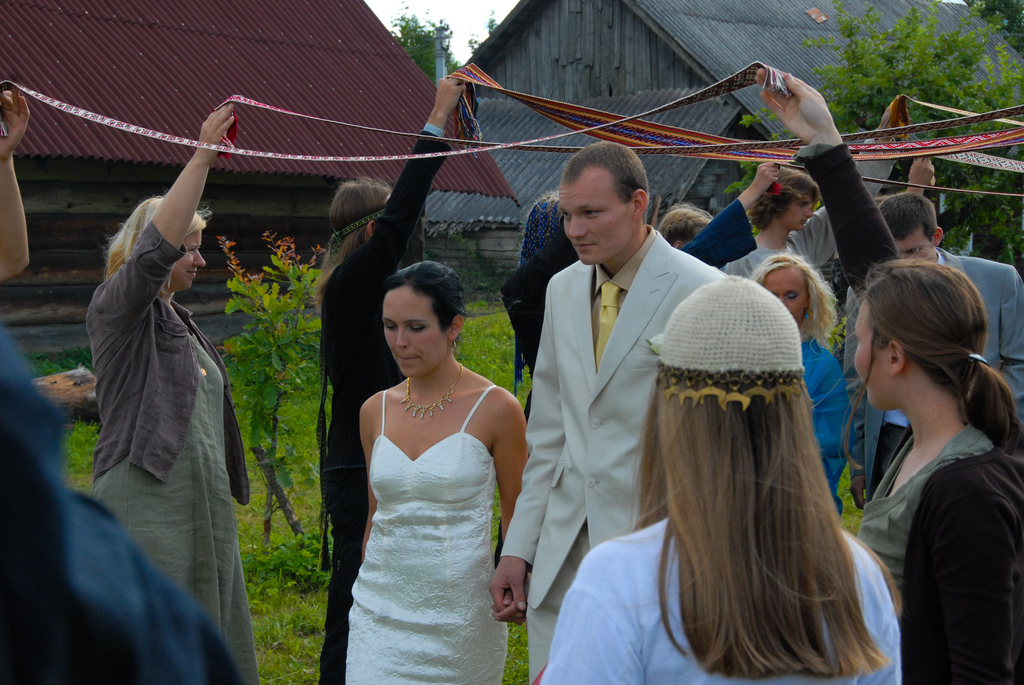
ロムヴァの結婚式

リトアニアで創始されたが、現在ではオーストラリア、カナダ、アメリカ、イングランド に信者組織を有している。ノルウェーにも信者が存在している。宗教としてのロムヴァは自然の神聖性と祖先を崇拝する多神教であり、その信者は伝統様式の芸術を称賛したり、ダイナ や讃美歌のようなバルト民謡を復活させたり、伝統的な休祝日を研究したり、伝統的なバルト音楽を演奏したりといった文化的活動のほか、自然や聖地の保護活動を行っている。